# Sjemenište
Sjemenište ili seminar (lat. seminarium: rasadnik), ustanova ili konvikt sa školama za svećeničke pripravnike. Gimnazijsko obrazovanje pruža malo ili dječačko sjemenište, a fakultetsko veliko ili bogoslovno sjemenište. Njihovo osnivanje, uvjeti i način funkcioniranja i upravljanja propisani su na Tridentskom saboru (1545. – 63.). Prethodile su im srednjovjekovne kaptolske, redovničke ili samostanske škole ili učilišta.